# Condado del Paraíso
El Condado del Paraíso es un título nobiliario español creado por el Rey Carlos II el 3 de mayo de 1700, Real Despacho de 29 de octubre del mismo año, con la denominación de conde del Paraíso del Lomo del Grullo y vizconde previo de Benagila, a favor de José Ramón Ximénez de Enciso y Fernández de Santillán, caballero de la Orden de Calatrava y primogénito de los marqueses del Casal de los Griegos en Nápoles, en atención a su calidad y méritos. Tanto él como los siguientes titulares se denominaron siempre y exclusivamente condes del Paraíso. 
Los pagos del Lomo del Grullo y Benagila, origen de la denominación del título, se encuentran en Alcalá de Guadaíra en la provincia de Sevilla, donde los marqueses del Casal tenían su hacienda. Existe otro Lomo del Grullo que es uno de los antiguos Reales Sitios, con palacio y coto Real de caza conocido por Palacio del Rey, entre los pinares de Hinojos y Villamanrique en las inmediaciones del parque nacional de Doñana (Huelva).
El I conde nació en Sevilla el 16 de febrero de 1684, primogénito de Diego Ximénez de Enciso, Águila y Herrera, IV marqués del Casal, señor de Laguna, gobernador y capitán general de la provincia de Venezuela y Santiago de Caracas, y de María Francisca Fernández de Santillán y Villegas, hija de los I marqueses de la Motilla. Falleció muy joven en Madrid el 6 de abril de 1701 a los diecisiete años, dejando por herederos universales a sus padres en su declaración testamentaria y fue enterrado en el convento de la Compañía de Jesús de Madrid. 
El título fue rehabilitado en 1918 por Alfonso XIII a favor de María de las Mercedes Castillejo y Sánchez de Teruel, VIII marquesa de Montefuerte, sexta nieta de Ana Urraca Fernández de Santillán y Villegas, marquesa de Montefuerte, y séptima nieta de los I marqueses de la Motilla.

## Condes del Paraíso
|                                        | Titular                                                 | Periodo                                |
| Creación por Carlos II                 | Creación por Carlos II                                  | Creación por Carlos II                 |
| Condes del Paraíso del Lomo del Grullo | Condes del Paraíso del Lomo del Grullo                  | Condes del Paraíso del Lomo del Grullo |
| -------------------------------------- | ------------------------------------------------------- | -------------------------------------- |
| I                                      | José Ramón Ximénez de Enciso y Fernández de Santillán   | 1700-1701                              |
| II                                     | Diego Ximénez de Enciso y González de Herrera           | 1701-1706                              |
| III                                    | María Teresa Ximénez de Enciso y Fernández de Santillán | 1706-                                  |
| IV                                     | Joaquina María Spinola Camacho y Ximénez de Enciso      | -1727                                  |
| V                                      | Antonia María Rodríguez de la Milla y Spinola           | 1727-1762                              |
| VI                                     | Nicolasa María de Herrera, Ximénez de Enciso y Tovar    | -1792                                  |
| Rehabilitación por Alfonso XIII        |                                                         |                                        |
| Condes del Paraíso                     |                                                         |                                        |
| VII                                    | María de las Mercedes Castillejo y Sánchez de Teruel    | 1918-1951                              |
| VIII                                   | Juan Bautista Márquez y Castillejo                      | 1953-1955                              |
| IX                                     | Fernando Márquez y Patiño                               | 1957-2015                              |
| X                                      | Fernando Márquez de Amilibia                            | 2017-2019                              |
| XI                                     | María Beatriz Márquez de Amilibia                       | 2020-                                  |

## Historia de los Condes del Paraíso
- José Ramón Ximénez de Esciso y Frenández de Santillán (1684-1701), I conde del Paraíso, caballero de la Orden de Calatrava, fallecido muy joven a los diecisiete años de edad. Sin descendientes. Le sucedió su heredero, su padre:

- Diego Ximénez de Enciso, Águila y Herrera (1657-   ), IV marqués del Casal y II conde del Paraíso, señor de Laguna, alcalde mayor de sacas y cosas vedadas de la ciudad de Sevilla y su arzobispado y obispados de Cádiz y Badajoz y lugares de sus partidos, Lepe, Ayamonte y la Redondela, alcaide perpetuo del castillo y fortaleza de Salobreña, alcalde mayor de Sevilla, gobernador y capitán general de la provincia de Venezuela y Santiago de Caracas (1688 a 1692), maestre de campo desde 1690, consejero de capa y espada del Consejo de Indias desde 1704-1706,  gentilhombre de cámara de Carlos II, caballero de la Orden de Santiago, maestrante de Sevilla.

1. Casó con María Francisca Fernández de Santillán y Villegas (1651-1706), hija de los I marqueses de la Motilla. Le sucedió su hija:

- María Teresa Ximénez de Enciso y Fernández de Santillán (1685-   ), V marquesa del Casal y III condesa del Paraíso.

1. Casó con Fernando Antonio Tous de Monsalve y Jalón (1673-   ), III conde de Benagiar, teniente de alcaide del castillo de Triana por el duque de Medina Sidonia, caballero veinticuatro y alcalde mayor de Sevilla, alcalde de la Santa Hermandad de Sevilla por el estado noble, caballero de la Orden de Calatrava. Sin descendientes.
2. Casó con Pedro Spinola Camacho de Villavicencio (1670-   ), VIII señor de Barbaina, patrono del hospital y capilla de San Blas de Jerez de la Frontera, alcalde mayor de sacas y cosas vedadas de la ciudad de Sevilla y su arzobispado y obispados de Cádiz y Badajoz y lugares de sus partidos, Lepe, Ayamonte y la Redondela, coronel del Regimiento de las Órdenes, caballero de la Orden de Santiago. Le sucedió su hija:

- Joaquina María Spinola Camacho y Ximénez de Enciso (1709-1727), IV condesa del Paraíso, fallecida muy joven a los diecisiete años de edad.

1. Casó con Juan José Rodríguez de la Milla y Fernández de Córdova (1698-1771), III marqués del Saltillo, provincial perpetuo de la Santa Hermandad, alcalde mayor de sacas y cosas vedadas de la ciudad de Sevilla y su arzobispado y obispados de Cádiz y Badajoz y lugares de sus partidos, Lepe, Ayamonte y la Redondela. Le sucedió su única hija:

- Antonia María Rodríguez de la Milla y Spinola (1726-1762), V condesa del Paraíso, IX señora de Barbaina, patrona del hospital y capilla de San Blas de Jerez de la Frontera. Sin descendientes. Le sucedió:

- Nicolasa María de Herrera, Ximénez de Enciso y Tovar (1741-1792), VI condesa del Paraíso, poseedora del mayorazgo fundado por el jurado Diego Simón Ximénez de Enciso y su mujer Ana de Santa Ana Merino, abuelos del I marqués del Casal. En su testamento otorgado en 1792 deja heredera a su alma por no tener herederos forzosos, ascendientes ni descendientes, que conforme a derecho la deban heredar (era hija única de Francisco Antonio de Herrera Ximénez de Enciso, alcalde mayor de sacas de la ciudad de Sevilla y su arzobispado, y de Francisca María de Tovar y Ureña; nieta paterna de José de Herrera y de Micaela Ximénez de Enciso).

1. Casó con don José Alonso Montesinos, Moreno, Dávila y Toro (1732-   ), poseedor del mayorazgo fundado por el capitán Alonso Gil Moreno en Cádiz y Aguilar de la Frontera. En sus capitulaciones matrimoniales en 1765 se obliga a ganar Real Cédula para entrar al goce y posesión del título de conde del Paraíso que posee su mujer y a litigar la restitución de los derechos a la vara y judicatura de sacas de lana del arzobispado de Sevilla, Badajoz, Ayamonte, Huelva y Lepe que corresponden a su mujer por sus mayorazgos. En Antequera en 1784 se le notificó la orden del Real Consejo y Cámara de Castilla para que sacara la carta de sucesión en el título de Castilla de su mujer. Sin descendientes.

Rehabilitado en 1918 por:
- María de las Mercedes Castillejo y Sánchez Teruel (1864-1951), VIII marquesa de Montefuerte y VII condesa del Paraíso, hija de los III condes de Floridablanca, grandes de España, y VII condes de Villa Amena de Cozvíjar (sexta nieta de la tía del I conde Ana Urraca Fernández de Santillán y Villegas, mujer de Juan Ortiz de Zúñiga y Caballero de Cabrera, I marqués de Montefuerte[2]).

1. Casó con José María Márquez y Márquez (1859-1927), abogado, cuatro veces diputado a Cortes por Motril por el Partido Conservador, consiguió del Gobierno la aprobación de la construcción del puerto de Motril, delegado social de Agricultura de Andalucía Oriental del Ministerio de Fomento, vocal de la comisión permanente del Consejo Superior de Fomento, dos veces senador del Reino por Granada, consejero de gobierno del Banco de España, miembro de la comisión permanente de la Asociación General de Ganaderos, miembro de la Sociedad General de Agricultores, gerente de la Sociedad de Electricidad Seccitana, caballero de la Orden de Santiago, hermano mayor de la Hermandad del Refugio de Granada y hermano de la Real Hermandad del Refugio de Madrid. Le sucedió su hijo:

- Juan Bautista Márquez y Castillejo (1896-1955), VIII conde del Paraíso, abogado, caballero de la Orden de Alcántara, caballero de honor y devoción de la Orden de Malta y del Real Cuerpo de la Nobleza de Cataluña. Sin descendientes. Le sucedió su sobrino, hijo de su hermano primogénito José María Márquez y Castillejo, IX marqués de Montefuerte, y de su mujer María del Rosario Patiño y Losada, IV duquesa de Grimaldi, grande de España:

- Fernando Márquez y Patiño (1924-2015), IX conde del Paraíso, ayudante de campo de los ministros del Ejército Castañón de Mena y Coloma Gallegos, coronel del regimiento de Caballería Sagunto núm. 7 de Sevilla, general jefe de la brigada de Caballería Jarama, gobernador militar de Salamanca, programa de Alta Dirección de Empresas del I.E.S.E., vicepresidente del Real Club de Golf Sotogrande, caballero de la Orden de Calatrava, cruz, placa, encomienda y gran cruz de la Orden de San Hermenegildo, cruz de la Orden del Mérito Militar con distintivo blanco de primera clase.

1. Casó con Natalia de Amilibia y Periquet (1925-2009), hija de José María de Amilibia y Machimbarrena y nieta paterna de los VI marqueses de la Paz. Le sucedió su hijo:

- Fernando Márquez de Amilibia (1951-2019), X conde del Paraíso, ingeniero agrónomo.

1. Casó con Anne Josephine Porral y Haynes (1953), diplomada en decoración. Con sucesión. Le sucedió su hermana primogénita:

- María Beatriz Márquez de Amilibia (1949), XI condesa del Paraíso, diplomada en decoración.

1. Casó con Francisco Javier Cobián y Cubas, licenciado en Ciencias Económicas y Empresariales.

ACTUAL TITULAR.